# Verica
Verica, ou Berikos, comme il est nommé par Dion Cassius (LX, 19), devient roi des Atrébates autour de 15. 

## Famille
Il est le plus jeune des fils de Commios.

## Biographie
Il établit sa capitale à Calleva Atrebatum, actuelle Silchester en Bretagne insulaire. Ses monnaies portent des noms et titres latins (COM.FI, COMMIOS FILII), (REX...), indiquant déjà une possible relation avec Rome.
Face à l’expansionnisme des Catuvellauni, sous leurs rois Eppillus et Caratacos, Verica quitte l’île de Bretagne et arrive à Rome. Il est possible que son action ait favorisé la conquête de l'île par l'Empereur Claude, en 43.
Verica disparaît ensuite des sources, et Cogidubnus est peut-être installé sur l'ensemble de son ancien territoire.